# Przywra płucna
Przywra płucna (Paragonimus westermani) – gatunek przywry digenicznej (Digenea), wywołujący u ludzi chorobę pasożytniczą określaną jako paragonimoza. Występuje w Azji (głównie na Dalekim Wschodzie), Afryce Zachodniej oraz Ameryce Południowej i Środkowej. Na całym świecie zainfekowanych tym pasożytem jest około 3 miliony ludzi.
Dorosły osobnik ma do 10 mm długości, 5 mm szerokości i 4 mm grubości. Od innych przywr odróżnia się wypukłą grzbietową częścią ciała. Bardzo często występuje w parach zwróconych do siebie brzuszną stroną ciała. Jego syncytium pokryte jest łuskowatymi wyrostkami. Obie przyssawki: gębowa i brzuszna (położona w środkowej części ciała) mają zbliżone rozmiary. W tylnej części ciała (poniżej przyssawki brzusznej), z prawej strony znajduje się jajnik, a za nim dwa płatowate jądra. Na wysokości jajnika, z lewej strony ciała leży macica. W jej wnętrzu są liczne pętle wypełnione jajami. Rozgałęzione gruczoły żółtkowe ciągną się wzdłuż całego ciała.
Jaja mają długość 80–120 µm (lub 68–118 µm) i szerokość 50–70 µm (lub 39–67 µm). Są owalne, jajowate lub wydłużone, koloru żółtobrązowego. Mają cienką powłokę, a na szerszym końcu występuje duże wieczko (operculum).

## Cykl życiowy

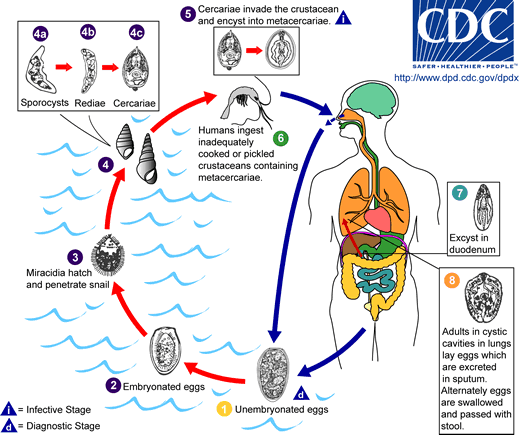
Cykl życiowy przywry płucnej

W środowisku wodnym (jeżeli temperatura otoczenia wynosi 25–27 °C), w ciągu 3–4 tygodni, z jaja rozwija się miracydium (dziwadełko), które po wykluciu wnika do organizmu pierwszego żywiciela pośredniego (zazwyczaj są nim ślimaki z rodzajów Oncomelania i Thiara). Pasożyt zajmuje naczynia limfatyczne, w których przekształca się w sporocystę, następnie w redie (dwa pokolenia), a ostatecznie w cerkarię. Ta ostatnia ma sztylecik, krótki ogonek oraz dwa rodzaje gruczołów penetracyjnych.
Cerkarie wnikają do drugiego żywiciela pośredniego (zazwyczaj są nim raki z rodzaju Astacus oraz kraby z rodzajów Potemon i Cambarus), gdzie zajmują mięśnie (w mniejszym stopniu także płuca, wątrobę i gonady), a następnie encystują (otorbiają się) i przekształcają w metacerkarie o średnicy około 0,4 mm. Te zaś stanowią stadium inwazyjne dla żywiciela ostatecznego (oprócz człowieka mogą nim być także świnie oraz wiele gatunków mięsożernych i gryzonie), w organizmie którego przenikają przez ścianę jelita czczego do przepony, a następnie przez jamę opłucnej dostają się do płuc, które są ich narządem docelowym (wędrówka ta zajmuje im 6–8 dni). Najczęściej otorbiają się w dolnych płatach, gdzie po 2–3 miesiącach osiągają pełną dojrzałość płciową i rozpoczynają składanie jaj. Torbiele płucne mają wielkość do kilku centymetrów i zawierają zazwyczaj po 2 osobniki przywry oraz ropę zmieszaną z krwią (z tego powodu często ulegają one infekcjom bakteryjnym). Większość jaj przedostaje się biernie przez oskrzeliki (z którymi łączą się torbiele) do gardzieli, gdzie są połykane, a następnie przechodzą przez przewód pokarmowy i wraz z kałem są wydalane z organizmu (część z nich opuszcza jednak organizm inną drogą, tj. razem z plwociną).

## Chorobotwórczość
Przyczyną paragonimozy jest najczęściej spożywanie surowego lub niedogotowanego mięsa raków oraz krabów zawierających metacerkarie przywry płucnej (choć, w mniejszym stopniu, również inne gatunki z rodzaju Paragonimus mogą odpowiadać za powstawanie tej choroby). Pierwsze objawy mogą pojawić się dopiero po roku od zakażenia (a niekiedy nawet później). Wśród nich dominującymi są przewlekły kaszel oraz krwioplucie. Podczas metacerkarii do płuc występują objawy niecharakterystyczne w postaci gorączki i bólu w klatce piersiowej. W przypadku ciężkiego przebiegu choroby obserwuje się ponadto krwotoki płucne oraz ogólne wyniszczenie organizmu. Jeżeli pasożyt zajmie ośrodkowy układ nerwowy, pojawiają się objawy charakterystyczne dla guza lub zapalenia opon mózgowo-rdzeniowych (często z ropnymi powikłaniami), a także napady padaczkowe, porażenie ruchowe oraz zaburzenia widzenia i czucia. U dzieci paragonimoza prowadzi do niedorozwoju umysłowego oraz fizycznego.
Podobnie jak w przypadku innych chorób pochodzących od przywr, w leczeniu paragonimozy stosuje się prazykwantel (25 mg/kg masy ciała co 8 godzin przez 2 dni) lub triklabendazol (20 mg/kg masy ciała w dwóch równych dawkach).